# La Prison d'acier
 (juillet 2025).
Pour plus de détails, voir Fiche technique et Distribution.
La Prison d'acier (titre original : La prigione d'acciaio) est un film muet italien réalisé par Roberto Roberti, sorti en 1913.

## Fiche technique
- Titre : La Prison d'acier
- Titre original : La prigione d'acciaio
- Réalisation : Roberto Roberti
- Société de production : Aquila Films
- Pays de production :  Royaume d'Italie
- Langue : Italien
- Format : Noir et blanc — 35 mm — 1,33:1 — Son : Muet
- Dates de sortie : 
  - Italie : 1913
  - États-Unis : février 1914
  - Portugal : 23 mai 1914

## Distribution
- Roberto Roberti
- Bice Waleran
- Antonietta Calderari
- Giovanni Pezzinga
- Frederico Elvezi